# Philippe Franceschi
Pour les articles homonymes, voir Franceschi.
Philippe Franceschi, né le 12 août 1907 à Sorbo-Ocagnano (Corse) et mort le 19 septembre 1983 à Paris, est un homme politique français.

## Biographie
Il est élu au Conseil de la République,.